# Johnny Dover
Johnny Dover (* 1929; † 28. Oktober 2002 in Brüssel) war ein belgischer Jazz- und Studiomusiker (Saxophone, Klarinetten), Bandleader, Arrangeur und Komponist.

## Leben und Wirken
Dover begann als Autodidakt Saxophon und Klarinette zu spielen. Mit 15 Jahren gründete er seine erste Jazzband und gewann 1948 einen Preis als bester Klarinettist beim International Jazz Competition des belgischen Hot Club. Ab 1955 arbeitete er als professioneller Musiker in den Orchestern von Ernst van’t Hoff, Léo Souris, Jeannot Morales, Jack Say und Henri Seghers. In diesen Jahren spielte er u. a. mit Don Byas, Johnny Griffin, Slide Hampton, Bill Coleman und Horace Parlan. 1963 gründete er ein Jazz-Oktett, mit dem das Album The St. Tropez Jazz Octet – Jazz goes Swinging für das Label Europa entstand, stilistisch an der Kenny Clarke/Francy Boland Big Band orientiert. Ab 1966 leitete er eine Big Band und spielte zehn Jahre im Orchester des flämischen Senders BRT unter der Leitung von Francis Bay.
Neben dem Jazz arbeitete Dover außerdem im Bereich der Popmusik, begleitete Caterina Valente bei einer Welttournee und spielte mit Künstlern wie Stan Getz, Shirley Bassey, Aretha Franklin, Natalie Cole, Barry White und Julio Iglesias. Anfang der 1970er Jahre spielte er in der von Marc Moulin gegründeten Fusionband Placebo, der zeitweise auch Philip Catherine angehörte. 1975 gründete er die Formation Sax Combination, ein Saxophon-Quintett.